# 梅原郁
梅原 郁（うめはら かおる、男性、1934年1月1日 - 2020年5月3日）は、日本の東洋史学者。京都大学名誉教授。専門は中国史、特に宋代史。

## 経歴
京都市生まれ。父は東洋考古学者の梅原末治。1957年京都大学文学部史学科東洋史学専修卒業。1962年同大学院文学研究科博士課程単位取得退学。1966年神戸学院大学助教授、1969年京都大学人文科学研究所助教授、1981年同教授。1986年「宋代官僚制度研究」で文学博士の学位を取得。1997年定年退官、名誉教授、就実女子大学教授。2005年退職。就実大学では西嶋定生文庫の整備に尽力した。
宋代史を主要な研究分野とするが、元・明・清朝の法制史・制度史研究でも大きな成果がある。2010年に、宋代における法制史の研究をまとめた『宋代司法制度研究』を中心に、2010年日本学士院賞（第100回）を受賞した。2012年春瑞宝中綬章叙勲。2020年5月3日病気により死去。

## 著書
- 『文天祥』「中国人物叢書」人物往来社 1966。ちくま学芸文庫 2022.5
- 『図説 中国の歴史 5 宋王朝と新文化』講談社 1977.5
- 『宋代官僚制度研究』同朋舎出版（東洋史研究叢刊）1985.2
- 『中国の群雄8 亡国の皇帝』講談社 1998.4。「宋の徽宗」を収録、高島俊男・寺田隆信共著
- 『皇帝政治と中国』白帝社（アジア史選書）2003.11
- 『宋代司法制度研究』創文社 2006.12

### 編著
- 『遼金元人伝記索引』衣川強共編 京都大学人文科学研究所 1972
- 『続資治通鑑長編人名索引』同朋舎 東洋史研究資料叢刊 1978.5
- 『建炎以来繋年要録人名索引』同朋舎 東洋史研究資料叢刊 1983.6
- 『続資治通鑑長編語彙索引』同朋舎 東洋史研究資料叢刊 1989.1
- 『宋会要輯稿編年索引』京都大学人文科学研究所附属東洋学文献センター 索引叢刊 1995.3
- 『西嶋文庫蔵書目録』中田實共編 就実女子大学図書館 2001.3

### 訳・研究
- 沈括『夢渓筆談』平凡社東洋文庫（全3巻）1978-1981、ワイド版2007
- 孟元老（中国語版）『東京夢華録 宋代の都市と生活』入矢義高共訳注 岩波書店 1983.3、復刊1993。平凡社東洋文庫 1996
- 『名公書判清明集』同朋舎・京都大学人文科学研究所研究報告 1986.12
- 朱熹『宋名臣言行録』講談社（中国の古典）1986.9。ちくま学芸文庫 2015.12
- 班固『漢書食貨・地理・溝洫志』永田英正共訳注 平凡社東洋文庫 1988.7、ワイド版2008
- 呉自牧『夢粱録 南宋臨安繁盛記』平凡社東洋文庫（全3巻）2000
- 『訳注 中国近世刑法志』創文社（上下）2002-2003